# 四肋盆距兰
四肋盆距兰，种拉丁名Gastrochilus saccatus 。茎匍匐状，长3—9厘米，粗约2毫米，有时分枝；叶二列互 生，椭圆形；总状花序缩短呈伞 状，具2—3朵花，花瓣倒卵形，长4毫米，宽2．6毫米，先端圆形，具1条脉，蕊柱短，花期不明；产云南（地点不详）。
中文学名：四肋盆距兰
拉丁学名：Gastrochilus saccatus
界：植物界
门：被子植物门
纲：单子叶植物纲
科：兰科
亚科：兰亚科
族：万代兰族
属：盆距兰属
四肋盆距兰（学名：Gastrochilus saccatus），为兰科盆距兰属下的一个种。

## 扩展阅读
維基物種上的相關：四肋盆距兰